# Ярослав Гузи
Ярослав Владислав Ґузи (пол. Jarosław Władysław Guzy, нар. 31 грудня 1955, Краків, Польща) — польський історик, журналіст та дипломат, Надзвичайний і Повноважний Посол Польщі в Україні (2023—2024). 

## Життєпис
Народився 31 грудня 1955 року у місті Краків. Вивчав соціологію та історію в Ягеллонському університеті (1978-1981), співпрацюючи наприкінці 1970-х років з опозиційною організацією Студентський комітет солідарності. У 1980 році став членом Незалежної студентської спілки, а в квітні 1981 року був обраний першим головою Спілки. Під час воєнного стану в Польщі Ґузи разом із дружиною Аґнєшкою були інтерновані до в'язниці в містах Бялоленка та Дарлово. Після звільнення перебував під постійним наглядом комуністичних спецслужб. У 1988 році виїхав з Польщі до США, де навчався в Єльському університеті. У 1991 році повернувся до Польщі, почав активно займатися політикою. 
З 1992 року радник міністра національної оборони; член Руху за Республіку (1992–1993), президент (1996–1999), з 1996 року член Ради зі співробітництва з Азіатсько-Тихоокеанським регіоном та член Ради Польського Атлантичного клубу з 1999 року
У 1993–1994 та у 2000 роках працював у приватному бізнесі де відповідав за зв’язки з громадськістю та урядом. У 1996 році президент Польської федерації незалежних підприємців. 
Згодом радник президента PZU з іноземних інвестицій, займався, зокрема, інвестиціями PZU в Литві та Україні. У 2014–2017 роках очолював консультативну групу Національного центру криптології. Ґузи працював на кількох державних підприємствах, таких як Варшавський технологічний парк.
19 жовтня 2023 року призначений Надзвичайним і Повноважним послом Польщі в Україні.
14 грудня 2023 року вручив копії вірчих грамот заступнику міністра МЗС України Євгену Перебийносу.
22 квітня 2024 року вручив вірчі грамоти Президенту України Володимиру Зеленському